# Sacerdotium
Sacerdotium (seltener auch Sazerdotium) bedeutete im Lateinischen ursprünglich „Priestertum“. Im Mittelalter fasste man unter diesem Begriff jedoch die geistliche Gewalt der katholischen Kurie in Abgrenzung von der weltlichen Gewalt (regnum bzw. imperium) vor allem im Heiligen Römischen Reich zusammen. Beide standen jedoch immer in einer Wechselwirkung zueinander.
Im Frühmittelalter fasste man sacerdotium und regnum als Einheit auf, obwohl beiden unterschiedliche Aufgabenbereiche zufielen. Diese wurden auf dem Pariser Konzil im Jahre 829 näher bestimmt und festgelegt. Obwohl hierbei der geistlichen Gewalt der Vorrang eingeräumt wurde, ging man bis zur Mitte des 11. Jahrhunderts von einem harmonischen Zusammenwirken beider Sphären aus. Auf dieser Basis konnten die ottonischen Kaiser ihre Kirchenherrschaft ausüben.
Im Zuge der gregorianischen Reformbewegung wurde später scharf zwischen der geistlichen und der weltlichen Sphäre unterschieden und versucht, die weltliche Gewalt der geistlichen unterzuordnen. Der Investiturstreit war einer der Höhepunkte dieses Konflikts, in dem die Anhänger der weltlichen Macht des Kaisers an den früheren Vorstellungen der Zweigewaltenlehre festhielten. Als Folge der Auseinandersetzung bildete sich nunmehr die Gemeinschaft der Kleriker zu einer irdischen Institution der Kirche heraus, die eigenständig und rechtlich abgeschlossen dem Papst unterstand.
Die Päpste versuchten in der folgenden Zeit, die staatliche Sphäre des regnum unter ihre Kontrolle zu bringen. Sie argumentierten dabei unter anderem mit dem Lehensrecht. Die Vertreter der weltlichen Herrschaft entgegneten dem mit dem Verweis auf das alte römische Recht, das eine Autonomie der staatlichen Gemeinschaft feststellte. Kaiser Friedrich I. verwies darauf, dass seine Herrschaft selbst schließlich gottunmittelbar sei. In diesem Zusammenhang wurde 1157 auch erstmals die Bezeichnung sacrum imperium (lat. „Heiliges Reich“) in der kaiserlichen Kanzlei verwendet, mit der die gottunmittelbare sakrale Natur des Reiches, die allerdings bereits zuvor verschiedentlich postuliert worden war, dargelegt werden sollte. Letztlich konnte das Papsttum seine Herrschaftsansprüche nicht durchsetzen, gab sie allerdings auch nicht auf, sodass es noch im frühen 14. Jahrhundert zu teils heftigen Auseinandersetzungen kam.